# Drużynowe mistrzostwa Polski w zapasach mężczyzn
Drużynowe mistrzostwa Polski w zapasach – polskie rozgrywki ligowe w zapasach.
18-krotnym drużynowym mistrzem Polski w zapasach jest Stal Rzeszów.

## Styl klasyczny
| Rok  | Złoty medal              | Srebrny medal          | Brązowy medal    | Miejsce finału       | Źródło      |
| ---- | ------------------------ | ---------------------- | ---------------- | -------------------- | ----------- |
| 1974 | Wisłoka Dębica           | GKS Katowice           | Legia Warszawa   |                      | [ 2 ] [ 3 ] |
| 1975 | Wisłoka Dębica           | Legia Warszawa         | GKS Katowice     |                      | [ 4 ]       |
| 1977 | Wisłoka Dębica           | Legia Warszawa         | GKS Katowice     |                      | [ 5 ] [ 6 ] |
| 1978 | GKS Katowice             | Wisłoka Dębica         | Legia Warszawa   |                      | [ 7 ] [ 8 ] |
| 1979 | GKS Katowice             | Siła Mysłowice         | Wisłoka Dębica   |                      | [ 9 ]       |
| 1980 | GKS Katowice             | Wisłoka Dębica         |                  |                      | [ 10 ]      |
| 1983 | Siła Mysłowice           | GKS Katowice           | Legia Warszawa   |                      | [ 11 ]      |
| 2014 | AKS Piotrków Trybunalski | RCSZ Olimpijczyk Radom | AZS-AWF Warszawa | Piotrków Trybunalski | [ 12 ]      |

## Styl wolny
| Rok  | Złoty medal           | Srebrny medal      | Brązowy medal      | Miejsce finału     | Źródło        |
| ---- | --------------------- | ------------------ | ------------------ | ------------------ | ------------- |
| 1969 | Stal Rzeszów          |                    |                    |                    | [ 13 ]        |
| 1970 | Gwardia Warszawa      | Stal Rzeszów       |                    |                    | [ 14 ]        |
| 1971 | Stal Rzeszów          |                    |                    |                    | [ 15 ]        |
| 1972 | Stal Rzeszów          |                    |                    |                    | [ 16 ]        |
| 1973 | Stal Rzeszów          |                    |                    |                    | [ 17 ]        |
| 1974 | Stal Rzeszów          | GKS Tychy          | Grunwald Poznań    |                    | [ 18 ] [ 3 ]  |
| 1975 | Stal Rzeszów          | Gwardia Warszawa   | Lotnik Wrocław     |                    | [ 19 ] [ 20 ] |
| 1976 | Stal Rzeszów          | Lotnik Wrocław     | Gwardia Warszawa   |                    | [ 21 ] [ 22 ] |
| 1977 | Stal Rzeszów          | GKS Tychy          | Gwardia Warszawa   |                    | [ 23 ] [ 24 ] |
| 1978 | Gwardia Warszawa      | Stal Rzeszów       | Budowlani Łódź     |                    | [ 25 ]        |
| 1979 | Stal Rzeszów          | GKS Tychy          | Gwardia Warszawa   |                    | [ 26 ]        |
| 1980 | Stal Rzeszów          | GKS Tychy          | Gwardia Warszawa   |                    | [ 27 ]        |
| 1981 | Stal Rzeszów          | GKS Tychy          | Gwardia Warszawa   |                    | [ 28 ]        |
| 1982 | Stal Rzeszów          | GKS Tychy          | Gwardia Warszawa   |                    | [ 29 ]        |
| 1983 | Stal Rzeszów          | GKS Tychy          | Gwardia Warszawa   |                    | [ 30 ]        |
| 1984 | Slavia Ruda Śląska    | Stal Rzeszów       | GKS Tychy          |                    | [ 31 ]        |
| 1985 | Slavia Ruda Śląska    |                    |                    |                    |               |
| 1986 | Stal Rzeszów          | GKS Tychy          | Slavia Ruda Śląska | Łódź               | [ 32 ]        |
| 1987 | Stal Rzeszów          | Gwardia Warszawa   | Slavia Ruda Śląska | Rzeszów            | [ 33 ]        |
| 1988 | Stal Rzeszów          | Slavia Ruda Śląska | GKS Tychy          | Kraśnik            | [ 34 ]        |
| 1989 | Stal Rzeszów          | Gwardia Warszawa   | Boruta Zgierz      | Rzeszów            | [ 35 ]        |
| 1990 | Stal Rzeszów          |                    |                    | Zgierz             | [ 36 ]        |
| 1991 | LKS Ceramik Krotoszyn | Stal Rzeszów       | Czeczott Tychy     | Krotoszyn, Rzeszów | [ 37 ]        |
| 1992 |                       |                    |                    |                    |               |
| 1993 |                       |                    |                    |                    |               |
| 1994 |                       |                    |                    |                    |               |
| 1995 | Slavia Ruda Śląska    | AZS-AWF Warszawa   | Czeczott Wola      | Dąbrowa Górnicza   | [ 38 ]        |